# Vysoké Mýto
Vysoké Mýto (niem. Hohenmauth) – miasto w Czechach, w kraju pardubickim. Według danych z 31 grudnia 2003 powierzchnia miasta wynosiła 4 199 ha, a liczba jego mieszkańców 12 669 osób.
W mieście znajduje się fabryka autobusów marki Irisbus/Karosa (obecnie Iveco).

## Demografia
| Rok             | 1970  | 1980   | 1991   | 2001   | 2003   |
| --------------- | ----- | ------ | ------ | ------ | ------ |
| Liczba ludności | 9 496 | 10 919 | 10 797 | 12 116 | 12 293 |

Źródło: Czeski Urząd Statystyczny

## Współpraca międzynarodowa
Miasta i gminy partnerskie:
- Korbach
- Verl
- Pyrzyce
- Annonay
- Warna
- Ozorków